# PES 2019
Pro Evolution Soccer 2019 (abbreviato ufficialmente in PES 2019 e conosciuto in Asia come Winning Eleven 2019) è un videogioco di calcio, sviluppato da Konami e appartenente alla serie PES, uscito sul mercato il 28 agosto 2018 in Nord America, il 29 agosto in Giappone e il 30 agosto in Europa per le piattaforme PlayStation 4, Xbox One e Microsoft Windows. Si tratta del diciottesimo capitolo della serie.
Il gioco usa il motore grafico Fox Engine.
Caratteristiche minime:
Gpu GDDR 5 4GB, GTX 1050 Ti o superiore (Nvidia Based) 
Ram DDR 4 8GB
S.o. Windows 10 64Bit
Caratteristiche consigliate:
Gpu GDDR 5 6GB, GTX 1080 o superiore (Nvidia Based)
Ram DDR 4 16GB
S.o. Windows 10 64Bit

## Copertina

Schermata iniziale di gioco nell'edizione asiatica

| Area                  | Giocatore/i       |
| --------------------- | ----------------- |
| Globale               | Philippe Coutinho |
| David Beckham Edition |                   |
| Globale               | David Beckham     |
| Legendary Edition     |                   |
| Globale               | David Beckham     |

## Competizioni[1]
Rispetto alla precedente edizione, vengono a mancare le licenze delle competizioni UEFA, che passano a EA Sports. Inoltre sono assenti anche le seconde divisioni italiana e spagnola. In compenso, Konami ha acquisito i diritti completi di molte leghe europee, sudamericane e asiatiche.
Dove non diversamente specificato in nota, la lega si intende con licenza completa.
- Jupiler Pro League
- Superliga
- Premier League[2]
- Sky Bet Championship[3]
- Ligue 1 Conforama
- Domino's Ligue 2
- Serie A TIM[4]
- Serie BKT[5]
- Eredivisie
- Liga NOS
- Russian Premier League
- Ladbrokes Premiership
- LaLiga Santander[6]
- Raiffeisen Super League
- Spor Toto Süper Lig
- Superliga Quilmes Clásica
- Campeonato Brasileiro[7]
- Campeonato Scotiabank
- Liga Águila
- Chinese Super League  *
- Thai League 1  *
- AFC Champions League

* aggiunte tramite DLC 2.0

## Telecronisti
Per l'edizione italiana viene confermata alla telecronaca la coppia formata da Fabio Caressa e Luca Marchegiani.

## Stadi

### Stadi reali
- Camp Nou
- VELTINS-Arena
- Anfield
- Emirates Stadium
- Stade Louis II  *
- Giuseppe Meazza[8]
- San Siro[8]
- Stadio Olimpico
- Celtic Park ***
- Ibrox Stadium ***
- St. Jakob-Park
- Şükrü Saracoğlu
- Estádio José Alvalade
- Johan Cruijff ArenA
- De Kuip **
- Estádio do Maracanã
- Estádio São Januário
- Allianz Parque
- Mineirão
- Arena Corinthians
- Estádio Beira-Rio
- Estádio do Morumbi
- Estádio Urbano Caldeira
- Stadio Palestra Itália **
- El Monumental
- La Bombonera
- Estadio Monumental
- Estadio Nacional de Chile
- Estadio Alejandro Villanueva
- Saitama Stadium 2002

* aggiunto tramite DLC 2.0

** aggiunti tramite DLC 3.0

*** aggiunte tramite DLC 4.0

### Stadi generici
- KONAMI Stadium
- Neu Sonne Arena
- Metropole Arena
- Hoofdstad Stadion
- Estadio Campeones
- Estadio de Escorpião
- Estadio del Nuevo Triunfo
- Stade de Sagittaire
- Stadio Orione
- Burg Stadion
- Estadio del Martingal
- Rose Park Stadium
- Coliseo de los Deportes
- Sports Park
- Village Road
- Stadio Nazionale
- Estadio del Tauro
- PES LEAGUE Stadium
- eFootball.Pro Arena *

* aggiunto tramite DLC 2.0

## Demo
Commercializzata l'8 agosto 2018, permette di giocare con le seguenti squadre:
- Barcellona
- Schalke 04
- Liverpool
- Inter
- Milan
- Monaco
- São Paulo
- Flamengo
- Palmeiras
- Colo Colo
- Argentina
- Francia

Gli stadi disponibili sono il Camp Nou e la VELTINS-Arena.